# E27 (trasa europejska)
E27 – trasa europejska pośrednia północ-południe, wiodąca z Belfort we Francji do Aosty we Włoszech.

## Przebieg E27
- Francja: Belfort – Bermont – Delle
- Szwajcaria: Biel/Bienne – Berno – Martigny
- Włochy: Cerisey – Aosta

## Stary system numeracji
Do 1983 roku oznaczenie E27 dotyczyło trasy o relacji: Triest – Skopje – Sofia – Warna. Po reformie sieci tras europejskich ateria otrzymała przebieg Dortmund – Köln – Luxembourg – Saarbrücken – Sarreguemines, przemianowany w 1985 r. na E29. Jednocześnie utworzono nową E27, do dziś łącząca Belfort z Aostą.

### Drogi w ciągu dawnej E27
Lista dróg opracowana na podstawie materiału źródłowego
| Włochy     | Włochy                 | droga E27: Trieste – granica z Jugosławią |
| Jugosławia | SR Słowenii            | - droga E27: granica z Włochami – Koper – Portorož - droga nr 2 (M2): Portorož – granica z Chorwacją |
| Jugosławia | SR Chorwacji           | - droga nr 2 (M2): granica ze Słowenią – Buje - droga nr 2 (M2): Buje – Baderna – Pula – Vozilići – Opatija - droga nr 2 (M2): Opatija – Rijeka – Senj – Karlobag – Maslenica – Zadar – Biograd – Šibenik – Primošten – Trogir – Split – Omiš – Drvenik – Ploče – granica z Bośnią     |
| Jugosławia | SR Bośni i Hercegowiny | droga nr 2 (M2): granica z Chorwacją – Neum – granica z Chorwacją |
| Jugosławia | SR Chorwacji           | droga nr 2 (M2): granica z Bośnią – Slano – Orašac – Dubrovnik – Čilipi – granica z Czarnogórą |
| Jugosławia | SR Czarnogóry          | - droga nr 2c: granica z Chorwacją – Hercegnovi – Risan – Perast – Kotor - droga E27: Kotor – Radanovići – Petrovac - droga nr 2: Petrovac – Virpazar – Mahala – Titograd – Manastir Morača – Mojkovac – Vrapče Polje - droga nr 2: Vrapče Polje – Ivangrad – Rožaj – granica z Serbią |
| Jugosławia | SR Serbii              | droga nr 2: granica z Czarnogórą – Kosovska Mitrovica – Priština – Gabrica – Kačanik – granica z Macedonią |
| Jugosławia | SR Macedonii           | - droga nr 2: granica z Serbią – Skopje - droga nr 1: Skopje – Kumanovo - droga nr 2: Kumanovo – Rugince – Kriva Palanka – granica z Bułgarią |